# アメリカ海軍先進戦術戦闘機計画
アメリカ海軍先進戦術戦闘機計画（あめりかかいぐんせんしんせんじゅつせんとうきけいかく、(英：Naval Advanced Tactical Fighter  NATF）は、1988年頃にアメリカ海軍によって提案された、ATFをベースとしたF-14D艦上戦闘機の後継機開発計画である。

## 概要
F-14Dの後継としての後継機として提案された。計画は1988年頃から進められ、ATF選定機をベースとし艦上戦闘機として必要な装備の付属や機体強度の向上等が行われ、機体構造も選定機とある程度共通させる予定であった。後に本計画はATFと一本化され、ベース機にはATFの選定機のF-22が選ばれF-22Nの仮称が与えられている。
アメリカ海軍の試算では546機の受注が見込まれていた。

## 候補機

### YF-22ベース案
YF-22をベースとし、艦上戦闘機として必要な機体強度の向上、着陸装置の強化やアレスティング・フックの追加等がされる予定であった。特徴としてSTOL性能向上のため可変翼を有するとされていた。

### YF-23ベース案
YF-23をベースとし、必要な機体強度の向上、着陸装置の強化やアレスティング・フックの追加等がされる予定であった。STOL性能を高めるため水平尾翼を廃止しカナード翼を有するクロースカップルドデルタ翼になるとされていた。
ただ、候補機の2機ともステルス性に疑問があり、YF-22ベース案は可変翼を有し後退角が変化するため機体設計によりステルス性を得るのが難しく、YF-23ベース案についても、ステルス性に大きく劣るカナードを採用しているなど設計に疑問が残る。

## F-22ベース案の選定
ATFにF-22が選ばれたことにより、F-22ベース案が選定されることとなった。機体にはF-22Nの仮称が与えられた。

## 計画の中止
ベース機のF-22が技術的問題等による計画自体の遅滞、開発費の高騰など問題が山積した事や冷戦の終結による予算削減から1991年にF-22との同時開発はキャンセルされた。また、同時にA-6艦上攻撃機の後継機のA-12の開発中止もあり、アメリカ海軍は両者の代替としてF/A-18A/BをベースとしたF/A-18E/Fを開発している。
現在は、NATFに代わるステルス機として統合打撃戦闘機計画で開発したF-35Cの導入を進めている。